# 日本橋小傳馬町
日本橋小傳馬町（日语：／ Nihombashi-kodemmachō */?）是東京都中央區的地名，屬舊日本橋區。

## 概要
區內主要為辦公室和少數的配件批發商，小傳馬町也以監獄所在地聞名。

## 地理
位於日本橋地域北側，鄰千代田區（岩本町）。

## 歷史
江戶時代有許多旅店聚集，町內也有許多繊維和金物批發商。此外也以江戶幕府在此地設立的牢屋敷聞名。

### 地名由來
名主宮邊又四郎為傳馬役，因而得名。

## 地域
設施
- 十思廣場－十思小學校舊址

　一樓：日本橋老年諮詢中心、中央區十思休息室、醫師會立中央區訪問看護站、十思社區活動室

　二樓：中央協作站 

　三樓：中央區立十思保育園

公園
- 十思公園
- 龍閑兒童遊園

所轄之警察署消防署
- 中央警察署（日语：中央警察署）（所在地：日本橋兜町）
- 日本橋消防署（所在地：日本橋兜町）

## 觀光
景點、古蹟
- 傳馬町牢屋敷（日语：伝馬町牢屋敷）
- 中央區立十思小學校

## 交通
鐵路
- 東京地下鐵日比谷線 ○小傳馬町站

巴士
- 都營巴士秋26系統 小傳馬町（秋葉原站前方向）
- 都營巴士東42甲 小傳馬町

道路
- 江戶通

## 備註
1. ↑  町丁目別世帯数男女別人口　中央区ホームページ  平成25年8月1日現在 的存檔，存档日期2013-03-12.
2. ↑  日本橋小舟町地区　中央区ホームページ 的存檔，存档日期2013-03-12.